# Burmoniscus cycloopi
Burmoniscus cycloopi är en kräftdjursart som först beskrevs av Albert Vandel 1973.  Burmoniscus cycloopi ingår i släktet Burmoniscus och familjen Philosciidae. Inga underarter finns listade i Catalogue of Life.